# Ilse Reinprecht
Ilse Reinprecht (* 2. August 1953 in Voitsberg) ist eine österreichische Politikerin (SPÖ) und Bibliothekarin. Sie ist seit 1996 Abgeordnete zum Steiermärkischen Landtag.
Reinprecht ist stellvertretende Parteivorsitzende der SPÖ Graz und vertritt die SPÖ seit 1996 im Steiermärkischen Landtag. Sie hat im SPÖ-Landtagsklub die Funktion der Bereichssprecherin für Kultur inne. 